# 真璃子
真璃子（まりこ、本名：古賀 真里子（旧姓：日浦）、1968年〈昭和43年〉8月2日 -  ）は、日本の歌手、タレント。血液型A型。

## 来歴
福岡県福岡市出身。
父が歌謡曲好きであったことから、真璃子も幼少期から歌うことに熱中し、また山口百恵への憧れから歌手を志す。時代はアイドル全盛期であり、少女たちの間でも思い出作りの一環にオーディションを受けることが流行したが、真璃子は真剣に本格的な歌手を目指し、音楽学校にも通いながらオーディションに応募しては落選を繰り返していた。
6度目に受けたオーディションである1984年の文化放送『決定!全日本歌謡選抜』第9回「全日本ヤング選抜スターは君だ！！」にて遂にグランプリを獲得。オフィスAtoZに所属し、フォーライフ・レコードから1986年1月1日に「私星伝説」でデビュー。セカンドシングルの「恋、みーつけた」では当時ゴールデンコンビと呼ばれた松本隆・筒美京平を迎え愛らしい王道アイドル路線の作品に仕上がっている。
サードシングル「夢飛行」では1986年の第28回日本レコード大賞新人賞、第17回日本歌謡大賞放送音楽新人賞などを受賞。翌1987年、ドラマ「時間ですよ ふたたび」にて、過去に浅田美代子の演じた銭湯のお手伝いさん役として出演。「お嫁に行きたい」は同ドラマ劇中歌として使用された。
二枚目のアルバム『♡ to ♡』より、真璃子本人が作詞した曲が採用され、1988年にポニーキャニオンに移籍してからも積極的な作詞活動が続いた。また作曲には高見沢俊彦、尾崎亜美、松任谷由実、中島みゆきらを迎え、本人も作曲に携わり、ここからアイドル路線を完全に脱却し、アーティスト色を強めていくこととなる。「ひらけ!ポンキッキ」のオープニング・エンディングテーマ、「ねるとん紅鯨団」「火曜サスペンス劇場」「知ってるつもり?!」などテレビタイアップも数多く、2021年現在、23枚のシングルと8枚のオリジナルアルバムをリリースしている。
ニッポン放送の深夜放送オールナイトニッポンをはじめ、ラジオ番組のパーソナリティも数多く担当し、女優・タレントとしても活躍していた。
1993年、アルバム『I love me.』レコーディングはオーストラリアのパースで行われ、オリコンにレコーディング日記を連載した。
1996年、前夫と故郷・福岡で結婚し、福岡市内に在住。二人の男児をもうけ、一旦芸能活動から事実上引退。
2012年4月に前夫とともにワークショップカフェ「MORA MORA CAFE」をオープン、主に自身が昼の部を、前夫が夜の部を担当していた。同時に「マリマリモーラ」のハンドルネームでブログを開設した。この段階では「マリマリモーラ」が「真璃子」であることには直接触れていなかったが、翌年の歌手活動再開で正式に公表する形となった。
2013年、歌手活動を再開。同じく福岡県出身のシンガーソングライター・有田健太郎を「MORA MORA CAFE」の1周年記念イベントに招聘した縁で、有田の東京でのライブにゲスト出演。久々に外部のステージに参加した。その後歌手活動の本格化と前夫との離婚などの事情でカフェを閉店している。
2015年5月22日放送の「爆報! THE フライデー」に出演。2014年に前夫と離婚したこと、現在は、離婚後に客として訪れたバー経営の男性と2014年11月に再婚して芸能活動をしつつ、手作りのアクセサリーをフリーマーケットで販売したり、昼間はテレフォンアポインターのパート勤務で、夜には夫のバーを手伝っていることなどの近況を報告した。なお、再婚後の苗字については明らかにされていない。
2015年〜2016年頃に所属していたPop'paが廃業したためフリーとなる。2015年度下期以降は福岡県でラジオパーソナリティーとしての活動を再開。2017年からはレゾセンス、2022年からはリトルモンスターエンターテイメントに所属。
2016年4月1日、松井五郎と山川恵津子プロデュースによる、『I love me.』以来23年ぶりとなるミニアルバム『La Porte』発売。
2017年11月25日、シングル「On myself」を発売し、翌日、博多「Le・Jardin（ル・ジャルダン）」でLIVEを開催。
2019年3月8日、シングル「Present」を発売。その後シングル発売記念の「New Single Release Live」 東京・名古屋・大阪でLIVEツアーを開催。
2019年以降、毎年Birthday Liveを開催（2020年は新型コロナ感染拡大防止のため配信のみ）、引き続き福岡、東京、札幌、大阪などでライブやトークライブを開催。
2022年12月より、「真璃子a Go!Go!アイドルナイト」と銘打ち、毎回ゲストを迎えてリアルなアイドルトークを繰り広げるトークイベントを開催。これまでに深瀬智聖、田中久美、藤井一子、本田理沙、岡部来亜【予定】がゲストとして登場している。

## エピソード
・シングル曲の中にはテレビドラマやバラエティー番組などの主題歌になっていたものも多いが、1980年代後半のアイドル全盛期にコンサートは行われず、オリコン10位圏内へのチャートインは叶わなかった。またフォーライフ・レコードから発売されたレコードやCDの初期ロットにはサインが用意されていた。
・フォーライフ時代は不思議・幻想をテーマにした曲と少女視点の恋やあこがれを歌った曲を歌うことが多かった。ポニーキャニオン移籍後は、等身大の大人の恋愛やメッセージ性のある楽曲へとシフトしていった。歌番組での衣装もフリルのドレスからドレッシーなスーツへと変わった。
・ポニーキャニオン移籍後は高見沢俊彦（お嫁にいきたい）・松任谷由実（セシルの週末）・中島みゆき（ほうせんか）・尾崎亜美（届かなかったエアメイル）などの作家の曲を歌った。
・とんねるずと同じ事務所であったため、とんねるずの妹分としてかわいがられていた。但し実際には事務所に所属したのは真璃子の方が先である。
・特技は書道（硬筆、毛筆四段）。プロフィールに書道が特技と記載していたため、真璃子がグランプリを獲得した「全日本ヤング選抜スターは君だ！！」に受賞した翌々年（1986年）にゲストとして出席した際、その年のグランプリ受賞者である福岡文の氏名を賞状に筆記することになってしまった。なお、福岡文もプロフィールの特技欄に書道五段と記載している。
・アイドル歌手としてデビューしたが、歌手のみならずバラエティ番組のMCやアシスタント、俳優、ラジオパーソナリティなど幅広く活躍していた。芸能活動再開後は、歌手業とラジオパーソナリティに重点を置き、出身地である福岡を中心に活動している。福岡を拠点としているものの、アイドル時代は全国区で活躍していたため、芸能活動再開後もライブやトークイベントは福岡のみならず札幌、東京、名古屋、大阪など全国各地で開催することもあり、ラジオについてもニッポン放送やTOKYO FMなどキー局へのゲスト出演をすることがある。
・芸能界での交友関係としては、アイドル時代は南野陽子や本田美奈子.と仲がよく、一緒にディズニーランドに泊まりで遊びに行ったことがあり、「真璃子のオールナイトニッポン」に２人ともゲスト出演している。また、西村知美や島田奈美（現在は島田奈央子として活動）とも仲がよく、カラオケに行っていた。芸能活動を再開してからは、アイドル時代の交友関係を活かし、自らがパーソナリティを務める「サタデーミュージックカウントダウン」（2018年11月 - 、KBCラジオ）に南野陽子がゲスト出演、木梨憲武が電話ゲストとして出演しているほか、西村知美と「TOKYO SPEAKEASY」（2022年11月16日、TOKYO FM）で共演している。また、「80年代専門番組ときめき!レコード室 どきっ」（2023年6月23日、NBCラジオ（長崎放送））でも、真璃子の担当する番組内コーナー「真璃子の時間ですよ！」スペシャルで南野陽子が電話出演している。
・真璃子と同じ「オフィスAtoZ」に所属していたとんねるずがパーソナリティをしていた『とんねるずのオールナイトニッポン』（1985年10月〜1992年10月放送）の放送後期におけるエンディング曲は真璃子の歌う『幸～Sachi～』であった。同番組のリスナーの間では「曲の名前は?」「どのアルバムに収録された曲なのか?」などちょっとした話題になり、「3時だ真璃子の子守歌」もしくは「寝ろ!のテーマ」などと呼ばれていた。元々この曲は、真璃子個人のアルバムに収録する予定で当初レコーディングされたが、収録されずにお蔵入りとなっており、真璃子は1995年に活動を休止したためソフト化されぬまま幻の曲となっていた。その後、2013年に歌手活動を再開し、改めてレコーディングとプロモーションビデオの撮影を行い、2019年10月2日にダウンロードおよびストリーミング配信でリリースされた。また、2021年7月21日にリリースされた真璃子の7thアルバムにも収録されている。なお、同番組のエンディングで使用された音源はリリースされていないが、『真璃子のオールナイトニッポン』の当時の担当ディレクターが本人から音源を取り寄せており、これまでも同ディレクターの担当する番組等で数回オンエアされている。
・真璃子の55歳の誕生日を記念して開催された『「真璃子aGo!Go!55thバースデーライブ2023」@border福岡〜あしたの私と待ち合わせ〜』（2023年7月30日開催）では、『真璃子のオールナイトニッポン』の人気コーナーで真璃子にとっても思い出深い「イエスタデイ・ワンス・モア」のコーナーのオマージュとして、コーナーのテーマ曲だったカーペンターズの同曲のカバーを真璃子が初めて歌うとともに、コーナーのオープニングコメントをステージで再現、ファンのリクエストに自身の歌で応えた。
・「真璃子 aGo!Go!アイドル☆ナイトvol.3〜あなたのアイドル!チェック・ポイントは？〜」（80’s MUSIC BAR reflex 福岡、2023年11月19日）では、現在芸能活動をしていない藤井一子がゲスト参加し、藤井が芸能界引退以降初めてステージに立ち『チェック・ポイント』『Bad Girl』を歌唱した。また、このステージでは真璃子の曲で藤井の好きな『恋、みーつけた』を真璃子とデュエットで歌唱している。

## 受賞歴
- 文化放送『決定!全日本歌謡選抜』第9回「全日本ヤング選抜スターは君だ！！」（1984年）　グランプリ受賞（東京・九段会館で行われた決戦大会において、中森明菜の『北ウイング』を歌唱し、ファイナリスト12名の中からグランプリに選出。ファイナリストには森恵、段田男などがいた。）
- 第28回日本レコード大賞（1986年） 新人賞（『夢飛行』が石井明美『CHA-CHA-CHA』、少年隊『仮面舞踏会』、西村知美『わたし・ドリーミング』、水谷麻里『乙女日和』とともに最優秀新人賞にノミネート）
- 第17回日本歌謡大賞（1986年） 優秀放送音楽新人賞（『私星伝説』が少年隊『仮面舞踏会』とともに受賞）
- FNS歌謡祭（1986年） 優秀新人賞（『夢飛行』）
- 第5回メガロポリス歌謡祭（1986年）　最優秀新人ダイヤモンド賞（『恋、みーつけた』が水谷麻里『21世紀まで愛して』とともに受賞）
- 第12回全日本歌謡音楽祭 新人賞（『夢飛行』）
- 1986年度 第24回ゴールデン・アロー賞 新人音楽賞（『夢飛行』が少年隊、石井明美とともに受賞）
- 第19回新宿音楽祭（1986年） 金賞（『夢飛行』が少年隊『仮面舞踏会』とともに受賞）
- 第16回銀座音楽祭（1986年） 奨励賞（『夢飛行』）
- 第13回横浜音楽祭（1986年） 新人特別賞（『夢飛行』）
- 第19回全日本有線放送大賞（1986年上半期） 新人賞（『恋、みーつけた』）
- KBC新人歌謡音楽祭（1986年） 優秀新人賞（『夢飛行』が水谷麻里、徳永英明、ポピンズ、島田奈美、段田男、湯江健幸、森恵、清水香織、勇直子、浅倉亜季、山瀬まみとともに受賞。特別賞に少年隊が選出、ゲストは荻野目洋子。）
- 第30回日本レコード大賞（1988年） 特別企画賞　新しい子供達の音楽のために - アルバム『21世紀の子供たちへ』（10曲中9曲を真璃子が作詞）

## ディスコグラフィ

### シングル
| 枚                               | 発売日                 | タイトル                                                                   | c/w                                                                     | 規格                   | 規格品番               |
| フォーライフ・レコード           | フォーライフ・レコード | フォーライフ・レコード                                                     | フォーライフ・レコード                                                  | フォーライフ・レコード | フォーライフ・レコード |
| -------------------------------- | ---------------------- | -------------------------------------------------------------------------- | ----------------------------------------------------------------------- | ---------------------- | ---------------------- |
| 1st                              | 1986年1月1日           | 私星伝説 作詞：麻生圭子 作曲：鈴木キサブロー 編曲：山川恵津子              | 遅咲きのラベンダー 作詞：松井五郎 作曲：山梨鐐平 編曲：山川恵津子       | EP                     | 7K-208                 |
| 2nd                              | 1986年5月28日          | 恋、みーつけた 作詞：松本隆 作曲：筒美京平 編曲：水谷公生                  | 魔法の時間 作詞：松本隆 作曲：筒美京平 編曲：山川恵津子                 | EP                     | 7K-221                 |
| 3rd                              | 1986年8月21日          | 夢飛行 作詞：松本隆 作曲：筒美京平 編曲：山川恵津子                        | 夕暮れの恋 作詞：松井五郎 作曲：山梨鐐平 編曲：山川恵津子               | EP                     | 7K-236                 |
| 4th                              | 1986年11月21日         | 不良少女にもなれなくて 作詞：阿木燿子 作曲：鈴木キサブロー 編曲：椎名和夫  | 九月には行かないで 作詞：竜真知子 作曲：鈴木キサブロー 編曲：山川恵津子 | EP                     | 7K-242                 |
| 5th                              | 1987年3月21日          | 悲しみのフェスタ 作詞：高見沢俊彦 作曲：高見沢俊彦 編曲：武部聡志          | 虹の彼方 作詞：高見沢俊彦 作曲：高見沢俊彦 編曲：矢野立美               | EP                     | 7K-256                 |
| 6th                              | 1987年6月5日           | あなたのすべてに RUN TO YOU 作詞：高見沢俊彦 作曲：高見沢俊彦 編曲：佐藤準 | ありがとう あ･な･た 作詞：真璃子 作曲：高見沢俊彦 編曲：佐藤準          | EP                     | 7K-264                 |
| 6th                              | 1987年6月5日           | あなたのすべてに RUN TO YOU 作詞：高見沢俊彦 作曲：高見沢俊彦 編曲：佐藤準 | ありがとう あ･な･た 作詞：真璃子 作曲：高見沢俊彦 編曲：佐藤準          | CT                     | 10C-20                 |
| 7th                              | 1987年10月21日         | 疑問符 作詞：ちあき哲也 作曲：鈴木キサブロー 編曲：中村哲                  | IC TAC 作詞：ちあき哲也 作曲：高見沢俊彦 編曲：戸塚修                   | EP                     | 7K-273                 |
| ポニーキャニオン                 |                        |                                                                            |                                                                         |                        |                        |
| 8th                              | 1988年8月17日          | お嫁に行きたい 作詞：高見沢俊彦 作曲：高見沢俊彦 編曲：水谷公生            | 愛、リターン 作詞：石坂浩二 作曲：水谷公生 編曲：水谷公生               | EP                     | 7A0884                 |
| 9th                              | 1988年12月21日         | 届かなかった AIR MAIL 作詞：夏目純 作曲：尾崎亜美 編曲：富田泰弘           | あなたとなら ここちいい 作詞：真璃子 作曲：水谷公生 編曲：水谷公生      | EP                     | 7A0936                 |
| 10th                             | 1989年5月3日           | ふしぎなぼうけん 作詞：真璃子 作曲：松本俊明 編曲：矢島賢                  | ようこそぼくんちへ 作詞：真璃子 作曲：水谷公生 編曲：水谷公生           | EP                     | 6A1006                 |
| 11th                             | 1989年5月24日          | セシルの週末 作詞：松任谷由実 作曲：松任谷由実 編曲：新川博                | 虹色の花 作詞：真璃子 作曲：松任谷正隆 編曲：新川博                     | EP                     | 6A1012                 |
| 11th                             | 1989年5月24日          | セシルの週末 作詞：松任谷由実 作曲：松任谷由実 編曲：新川博                | 虹色の花 作詞：真璃子 作曲：松任谷正隆 編曲：新川博                     | 8cmCD                  | S9A1014                |
| 12th                             | 1989年11月15日         | 元気を出してね 作詞：真璃子 作曲：水谷龍緒 編曲：水谷龍緒                  | 心に届いて 作詞：真璃子 作曲：福田泰丸 編曲：福田泰丸                   | EP                     | SSP-70                 |
| 12th                             | 1989年11月15日         | 元気を出してね 作詞：真璃子 作曲：水谷龍緒 編曲：水谷龍緒                  | 心に届いて 作詞：真璃子 作曲：福田泰丸 編曲：福田泰丸                   | 8cmCD                  | PCDA-00020             |
| 12th                             | 1989年11月15日         | 元気を出してね 作詞：真璃子 作曲：水谷龍緒 編曲：水谷龍緒                  | 心に届いて 作詞：真璃子 作曲：福田泰丸 編曲：福田泰丸                   | CT                     | PCSA-00017             |
| 13th                             | 1990年5月21日          | 夢を叶えて 作詞：真璃子 作曲：尾崎亜美 編曲：富田泰弘                      | ルーレット 作詞：夏目純 作曲：尾崎亜美 編曲：富田泰弘                   | 8cmCD                  | PCDA-00081             |
| 14th                             | 1990年11月7日          | 偶然 作詞：岩里祐穂 作曲：大野雄二 編曲：大野雄二                          | 静かなまなざし 作詞：岩里祐穂 作曲：大野雄二 編曲：大野雄二             | 8cmCD                  | PCDA-00127             |
| 15th                             | 1991年5月21日          | ほうせんか 作詞：中島みゆき 作曲：中島みゆき 編曲：チト河内                | ほうせんか（オリジナルカラオケ） 作曲：中島みゆき 編曲：チト河内        | 8cmCD                  | PCDA-00187             |
| 16th                             | 1991年11月7日          | あなたの海になりたい 作詞：山口岩男 作曲：山口岩男 編曲：船山基紀          | スターダスト 作詞：真璃子 作曲：都志見隆 編曲：戸塚修                   | 8cmCD                  | PCDA-00248             |
| 17th                             | 1993年2月3日           | この空は明日です 作詞：戸沢暢美 作曲：清岡千穂 編曲：小林信吾              | Remain 作詞：真璃子 作曲：いしいめぐみ 編曲：小林信吾                   | 8cmCD                  | PCDA-00401             |
| 18th                             | 1993年4月28日          | 花咲く丘で… 作詞：真璃子 作曲：都志見隆 編曲：戸塚修                       | 「元気だよ 忘れてないよ」 作詞：真璃子 作曲：松野文也 編曲：船山基紀    | 8cmCD                  | PCDA-00437             |
| 19th                             | 1994年2月18日          | 突然の電話 作詞：真璃子 作曲：いしいめぐみ 編曲：新川博                    | ずっと好きだった… 作詞：真璃子 作曲：清岡千穂 編曲：新川博              | 8cmCD                  | PCDA-00544             |
| 20th                             | 1994年5月20日          | 素直になって… 作詞：真璃子 作曲：清岡千穂 編曲：新川博                     | 抱きしめたいの 作詞：真璃子 作曲：山崎利明 編曲：新川博                 | 8cmCD                  | PCDA-00569             |
| 21st                             | 1995年3月17日          | 今度は私の番ね! 作詞：真璃子 作曲：増崎孝司 編曲：新川博                   | 今度は私の番ね! (オリジナルカラオケ) 作曲：増崎孝司 編曲：新川博        | 8cmCD                  | PCDA-00707             |
| ユーキャン・エンターテインメント |                        |                                                                            |                                                                         |                        |                        |
| 22nd                             | 2017年11月25日         | On myself 作詞：松井五郎 作曲：山川恵津子 編曲：水谷公生                   | 幸せのBlue 作詞：松井五郎 作曲：山川恵津子 編曲：水谷公生               | CD                     | LAT-0002               |
| L'atelier                        |                        |                                                                            |                                                                         |                        |                        |
| 23rd                             | 2019年3月8日           | Present 作詞：佐藤純子 作曲：吉田ゐさお 編曲：塩入俊哉                     | ここ 作詞：松井五郎 作曲：佐藤準 編曲：佐藤準                           | CD                     | REZO-0001              |

### 楽曲参加
| リリース       | タイトル                     | 楽曲                                                        | レーベル                           | 規格         | 品番 | 備考                         |
| -------------- | ---------------------------- | ----------------------------------------------------------- | ---------------------------------- | ------------ | ---- | ---------------------------- |
| 2022年12月24日 | なつかし あたらし にほんうた | ・かごめかごめ (feat. marico) ・竹田の子守唄 (feat. marico) | カプリチオ・ミュージック・レコーズ | デジタル配信 | －   | アルバム全5曲のうち2曲を担当 |

### タイアップ曲
| 楽曲                   | タイアップ                                                      | 時期   |
| ---------------------- | --------------------------------------------------------------- | ------ |
| 私星伝説               | テレビ朝日系ドラマ『トライアングル・ブルーⅡ』エンディングデーマ | 1986年 |
| 恋、みーつけた         | TBS系ドラマ『お坊っチャマにはわかるまい!』挿入歌                | 1986年 |
| 不良少女にもなれなくて | フジテレビ系『コムサ・DE・とんねるず』テーマ曲                  | 1986年 |
| 疑問符                 | フジテレビ系ドラマ『ギョーカイ君が行く!』主題歌                 | 1987年 |
| お嫁に行きたい         | TBS系ドラマ『時間ですよたびたび』劇中歌                         | 1988年 |
| ふしぎなぼうけん       | フジテレビ系『ひらけ!ポンキッキ』オープニングテーマ             | 1989年 |
| ようこそぼくんちへ     | フジテレビ系『ひらけ!ポンキッキ』エンディングテーマ             | 1989年 |
| 元気を出してね         | 関西テレビ・フジテレビ系『ねるとん紅鯨団』エンディングテーマ    | 1989年 |
| 夢を叶えて             | 関西テレビ・フジテレビ系『ねるとん紅鯨団』エンディングテーマ    | 1990年 |
| 偶然                   | 日本テレビ系ドラマ『お父さん』主題歌                            | 1990年 |
| 静かなまなざし         | 日本テレビ系ドラマ『お父さん』挿入歌                            | 1990年 |
| ほうせんか             | 関西テレビ・フジテレビ系『ねるとん紅鯨団』エンディングテーマ    | 1990年 |
| あなたの海になりたい   | 日本テレビ系『火曜サスペンス劇場』主題歌                        | 1991年 |
| この空は明日です       | 日本テレビ系『ちょっと危ない園長さん』主題歌                    | 1993年 |
| 花咲く丘で…            | TBS系ドラマ『危険な再会』主題歌                                 | 1993年 |
| 突然の電話             | 関西テレビ・フジテレビ系『ねるとん紅鯨団』エンディングテーマ    | 1994年 |
| 素直になって…          | 日本テレビ系『知ってるつもり?!』エンディングテーマ              | 1994年 |
| 今度は私の番ね!        | TBS系『ドラキュラが狙ってる』オープニングテーマ                 | 1995年 |

## ライブ
- 2017年8月18日・札幌【北乃家】、【Song bird】
- 2017年8月19日・札幌【Joy D】、【スカイラウンジPURE】
- 2017年8月20日・札幌【El Mango（エルマンゴ）】
- 2017年11月26日・福岡【真璃子新曲LIVE】
- 2018年7月1日・真璃子、名古屋LIVE（Live&Dining Breath）
- 2018年7月5日【真璃子 2018 札幌”Live at Space Art Studio”】
- 2018年7月6日【真璃子 at 札幌 ”北乃家” Live】
- 2018年7月7日【真璃子 Live 札幌”Music Players' Club Swing”】
- 2018年7月8日【真璃子LIVE 2018 in 札幌EL MANGO(エルマンゴ)】
- 2018年8月19日【真璃子BIRTHDAY PARTY（グラナダスィート福岡）】
- 2018年8月19日【真璃子BIRTHDAY PARTY・2次会（歌謡曲BAR スポットライト天神）】
- 2019年2月3日【真璃子＆森川美穂 ひとあし早いバレンタインライブ in 福岡（LivLabo）】
- 2019年3月10日【New Single Release Live（下北沢：Come.Cafe音倉）】
- 2019年3月20日【新曲「Present」リリース記念ライブ（Live DOXY（名古屋市））】
- 2019年3月21日【新曲「Present」リリース記念ライブ（ライブHOUSE Rumio（大阪市））】
- 2019年7月7日【ほくうんpresents「真璃子ディナーショー」（パーククラブ（札幌パークホテル））】
- 2019年7月8日【真璃子Live @北乃家（北乃家KITANOYA（札幌市））】
- 2019年7月28日【真璃子　ひと足はやい東京Birthday Live（新橋　ベッラ・マッティーナ）】
- 2019年8月2日【真璃子　福岡Birthday Live（Live&Bar HanaHusa）】
- 2019年11月28日【真璃子　東京Cover Live（原宿ONDEN）】
- 2019年12月1日【真璃子　福岡Cover Live（Live House SQUARE GARDEN）】
- 2020年1月19日【真璃子　New Year Resolution （新橋　ベッラ・マッティーナ）】
- 2020年8月2日【marico Birthday live 〜私のホームタウン〜（Live & Bar HanaHusa）※配信のみ】
- 2020年11月8日【真璃子配信ライブVol.2 〜marico Hometown smile 〜（配信のみ）】
- 2021年1月24日【35th Anniversary 配信Live 真璃子 全シングル歌います！（配信のみ）】
- 2021年4月18日【真璃子　カヴァーライブ　2021 Spring （MZES TOKYO）】
- 2021年7月18日【真璃子　35周年記念CDアルバム完成記念ホームタウンライブ〜歌とラジオと私〜　スペシャルライブ&サタカンスペシャル（Live House SQUARE GARDEN（福岡市））】
- 2021年8月1日【真璃子　35周年記念CDアルバム完成記念東京ライブ（MZES TOKYO）】
- 2022年1月16日【新春真璃子トークイベント（歌謡曲BAR スポットライト天神）】
- 2022年3月13日【80年代専門番組ときめき!レコード室 どきっ公開録音　真璃子ミニライブ（呉服元町656広場（佐賀県佐賀市））】[14]
- 2022年7月31日【真璃子 Birthday Live 2022～はじまりはMy Hometown～（border 〜 live music & drinks 〜（福岡市））】
- 2022年9月5日【北乃家11周年スペシャル企画　真璃子ソロライブ！（北乃家KITANOYA（札幌市））】
- 2022年10月21日【真璃子80年代トークライブ〜80年代の名曲と共に〜（歌謡曲BARスポットライト新橋店）】
- 2022年12月4日【真璃子a Go!Go!アイドルナイトvol.1〜あなたが憧れたアイドルは？〜（80's MUSIC BAR reflex 福岡）ゲスト： 深瀬智聖】
- 2023年4月23日【真璃子aGo!Go!アイドルナイトvol.2〜あの、有名オーディションの舞台裏を深掘りするぞ！〜（80’s MUSIC BAR reflex 福岡）ゲスト：田中久美】
- 2023年6月18日【バースデーライブに向けて！東京ミーティングだよ〜！（歌謡曲BARスポットライト新橋店）】
- 2023年7月30日【真璃子aGo!Go!55thバースデーライブ2023」@福岡border〜あしたの私と待ち合わせ〜（border 〜 live music & drinks 〜（福岡市））】
- 2023年10月1日【昭和とらいあんぐる（Vo.いまのまい、Gt.福島崇、Key.原川マコト）関西ツアー2023 ときめき☆80's IDOL SHOW！ in 大阪】※うちやえゆかとともにゲスト出演
- 2023年10月3日【昭和とらいあんぐる（Vo.いまのまい、Gt.福島崇、Key.原川マコト）関西ツアー2023報告会 in 東京〜ただいま ＆ いらっしゃいませ〜トーク＆アコースティックミニライブ】※うちやえゆかとともにゲスト出演
- 2023年11月19日【真璃子aGo!Go!アイドル☆ナイトvol.3〜あなたのアイドル!チェック・ポイントは？〜（80’s MUSIC BAR reflex 福岡）ゲスト：藤井一子】
- 2024年2月11日【真璃子 Valentine's Special Live in Tokyo ～ Be Happy ～（四谷SOUND CREEK Doppo）】※昭和とらいあんぐるによるプロデュースイベント
- 2024年4月21日【真璃子aGo!Go!アイドル☆ナイトvol.4（80’s MUSIC BAR reflex 福岡）ゲスト：本田理沙】
- 2024年6月9日  【博多レトロ博2024 昭和アイドルスペシャルトークライブ】（JR博多駅前広場）※田中久美、藤井一子とともに出演
- 2024年6月23日【真璃子aGo!Go!アイドル☆ナイトvol.5（80’s MUSIC BAR reflex 福岡）ゲスト：岡部来亜】
- 2024年7月28日【真璃子 Birthday Live 2024〜おかえりなさい、もっと近くに〜（Live House SQUARE GARDEN（福岡市））】
- 2024年9月1日【真璃子aGo!Go!アイドル☆ナイトvol.6（80’s MUSIC BAR reflex 福岡）ゲスト：桑田靖子】

## 出演

### テレビドラマ
- 名門私立女子高校（1984年、日本テレビ）※碧まり子名義
- 家族ジャングル（1985年、日本テレビ）
- 凸凹ポリス物語　我が生涯最悪の日（1987年、日本テレビ）[15]
- 時間ですよふたたび（1987年、TBS）- 花房まり子（梅の湯のお手伝い）役
- FNS番組対抗!なるほど!ザ・秋の祭典スペシャル（1987年、フジテレビ）
- ギョーカイ君が行く!（1987年、フジテレビ） - 徳俵街子役
- 時間ですよスペシャル －天使の誘惑－（1988年、TBS）[16]
- 時間ですよたびたび（1988年、TBS） - 武藤マリコ（由利徹が演じる武藤平吉の営む小料理屋の看板娘）役
- 時間ですよ 新春スペシャル 梅の湯はギャグでいっぱい（1989年、TBS）[17]
- 大河ドラマ「春日局」（1989年、NHK総合）- お春（唐沢寿明が演じる稲葉正勝の正室）役
- 風子 いつの日か風のように（1990年、NHK総合）[18]
- 連続テレビ小説「おんなは度胸」（1992年、NHK総合）- 八田則子（泉ピン子が演じる主人公の温泉旅館女将（花村玉子）の秘書）役
- ドラマ新銀河「つばさ」（1994年、NHK総合）[19]

### 音楽番組
- ザ・トップテン（1986年2月3日、日本テレビ）
- ザ・ベストテン（1986年2月27日、TBS） - スポットライトで『私星伝説』を歌唱
- ヤングスタジオ101（1986年9月21日[20]、12月6日[21]、NHK総合）
- ミュージックステーション（1987年4月24日[22]、6月5日[23]、1988年9月2日[24]、テレビ朝日） - 『悲しみのフェスタ』、『あなたのすべてにRUN TO YOU』、『お嫁に行きたい』を歌唱
- 歌のトップテン（1987年4月27日、日本テレビ） - 『悲しみのフェスタ』を歌唱
- 夜のヒットスタジオDELUXE（1987年4月29日、1988年9月14日他、フジテレビ） - 『悲しみのフェスタ』、『お嫁に行きたい』を歌唱
- NHK みんなのうた『ぼく かっこいいでしょ』（初回放送月：1991年10月〜11月、再放送：2018年10月～11月、NHK総合ほか）[25] - 作詞・うた：真璃子、作曲・編曲：福田裕彦

### バラエティ他
- 第35回 NHK青年の主張 全国コンクール全国大会（1989年01月15日、NHK総合・ラジオ第1）[26] - 浅香唯、吉田栄作、森川美穂らとともに新成人タレントとしてゲスト参加
- 週刊スタミナ天国（1990年 - 1996年、フジテレビ）
- 一枚の写真（1992年、フジテレビ）
- 今日感テレビ（2012年、RKB毎日放送） - 「今日感特派員クラブ」第1期メンバーとして不定期出演

※一般視聴者として出演したが、2013年に歌手活動を再開したため、公式サイトの第1期メンバーOG紹介には不掲載としている。
- 美と癒しの街 韓国・大邱を旅して（2013年12月30日、TVQ九州放送）

### ラジオ
- 山本晋也のスーパーギャング（1985年10月 - 1986年3月、TBSラジオ ※コーナー出演）
- サウンドメルヘン 真璃子 胸さわぎ（1986年4月 - 1987年3月、文化放送）[1]
- 真璃子「ファイブ・ミニッツ・モア」（1986年10月6日 - 1987年3月27日、文化放送）[1]
- 真璃子 少しだけフェリーク（1987年4月12日 - 10月4日、文化放送）
- 小倉久寛のオグラでオグラだ!（1986年10月 - 1987年3月、ニッポン放送） - 火曜日パートナー[1]
- 真璃子のときめきホームルーム（1989年10月15日 - 1990年4月8日、ニッポン放送）
- 真璃子のオールナイトニッポン（1990年4月4日 - 1992年10月7日、ニッポン放送） - 水曜2部
- オールナイトニッポン55周年記念 オールナイトニッポン55時間スペシャル（2023年2月17日 - 19日、ニッポン放送） - 19日放送の「伊集院光のオールナイトニッポン」に2部時代の同期としてゲスト出演
- 真璃子のはいぱぁナイト（1989年4月 - 9月、KBS京都） - 火曜日
- KBC長浜横丁 木曜日「スナックまりこ」（2015年10月 - 2016年3月、KBCラジオ）
- サタデーミュージックカウントダウン（2018年11月3日 - 、KBCラジオ）
- 博多っ子純情 （2019年5月、KBCラジオ）
- 真璃子の、ときめき!レコード室（2021年3月限定放送、NBCラジオ佐賀）[27]
- 80年代専門番組ときめき!レコード室 どきっ（2021年4月 -　、NBCラジオ） - 番組内コーナー「真璃子の時間ですよ！」担当
- 真璃子のThe Beatles Hunter（1989年、FM大阪）
- YOUNG NETWORK Hit Radio 99（1989年4月 - 1990年3月、FM大阪） - 水曜日担当
- 真璃子のComey Breeze（1990年4月 - 1991年7月ごろ、FM大阪）
- 真璃子 Mora Mora（1993年10月 - 1994年9月、FM大阪）
- SHAKE HIP GROOVIN' （1998年4月 - 1998年9月、CROSS FM） - 活動休止直前の福岡で唯一のレギュラー出演（但し結婚後の本名で担当）。鶴屋華丸（現在は博多華丸として活動）のアシスタントを務め、最後の出演の際に自ら「真璃子」である事を明かしている。
- HEART ♡ HEART（2016年11月 3日-2017年10月26日〈全51回〉 、LOVE FM）

### CM
- フランソア（1991年）
- 北ガス 未来を考える人へ〜北ガスの『エネファーム』〜篇[28]、未来を考える人へ～北ガスの『コレモ』～篇[29]（2024年）

### その他
- 伊万里の怪人（2024年、伊万里市観光PR短編ドラマ）[30][31]